# أرلين ستامب
أرلين ستامب هي رسامة وفنانة كندية، ولدت في 1938 في لندن في كندا.